# Abel Tasmanbrug (Utrecht)
De Abel Tasmanbrug is een rijksmonumentale brug in de Nederlandse stad Utrecht.
De brug is in 1906 aangelegd in de vorm van een dubbele ophaalbrug over de Leidse Rijn ter hoogte van de Abel Tasmanstraat. Al spoedig verrees de Koninklijke Nederlandse Munt als naburig bouwwerk aan de kruising van de Leidse Rijn met het Merwedekanaal. Verkeer over de brug is onderworpen aan een asdruk- en breedtebeperking.

## Fotogalerij

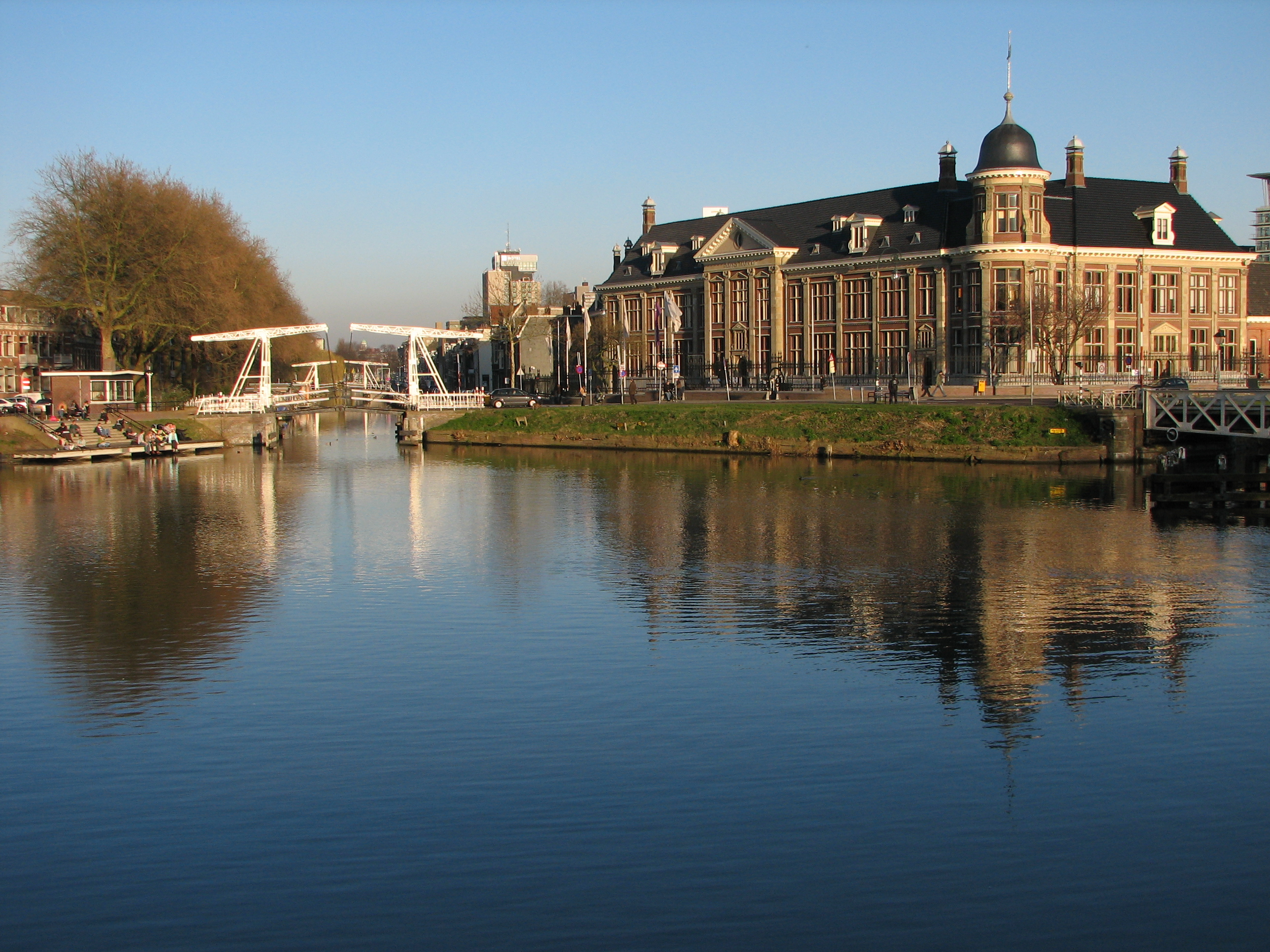
De Abel Tasmanbrug en het gebouw van de Koninklijke Nederlandse Munt. Geheel rechts is nog net zichtbaar de Muntbrug over het Merwedekanaal.
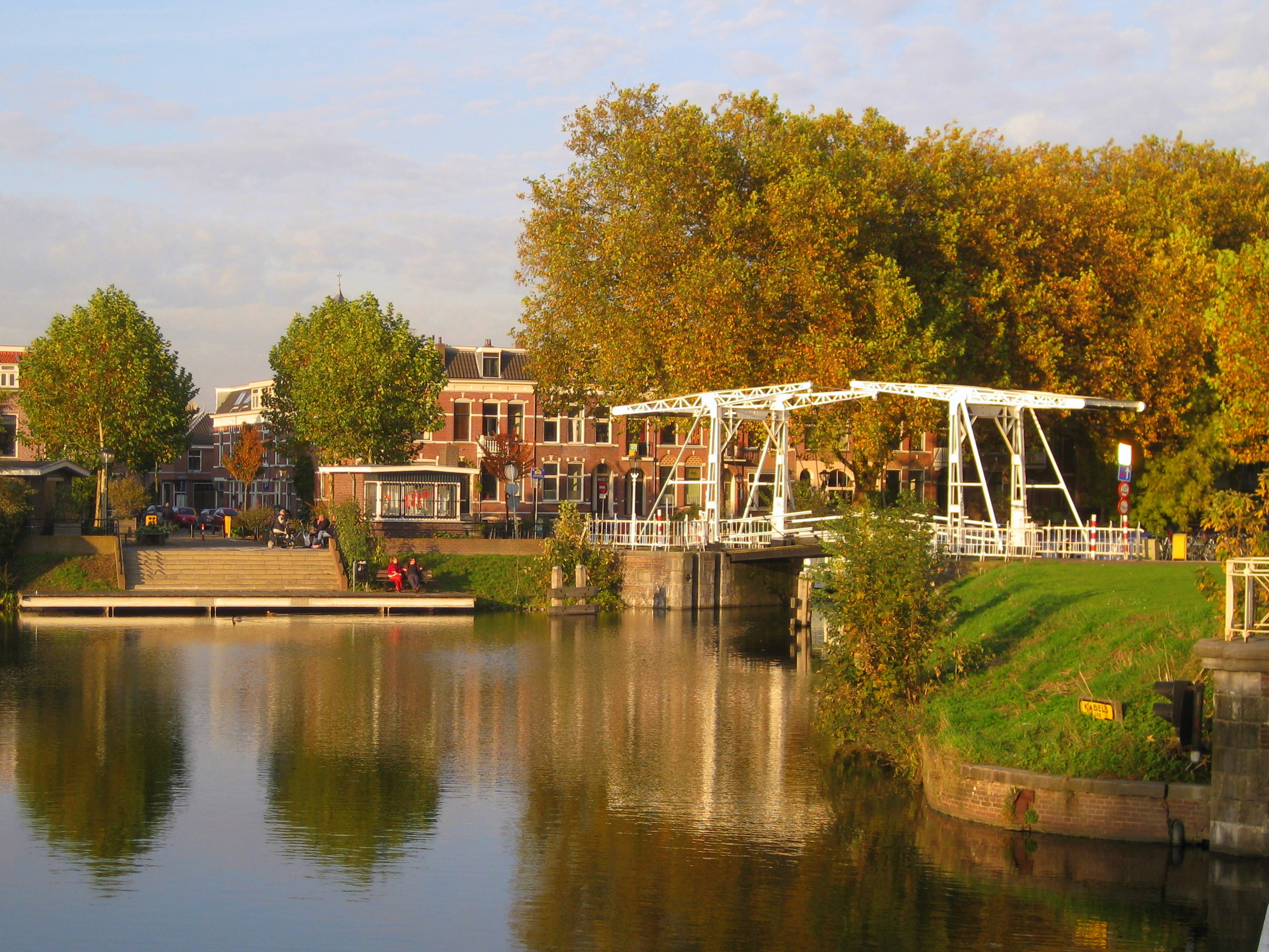
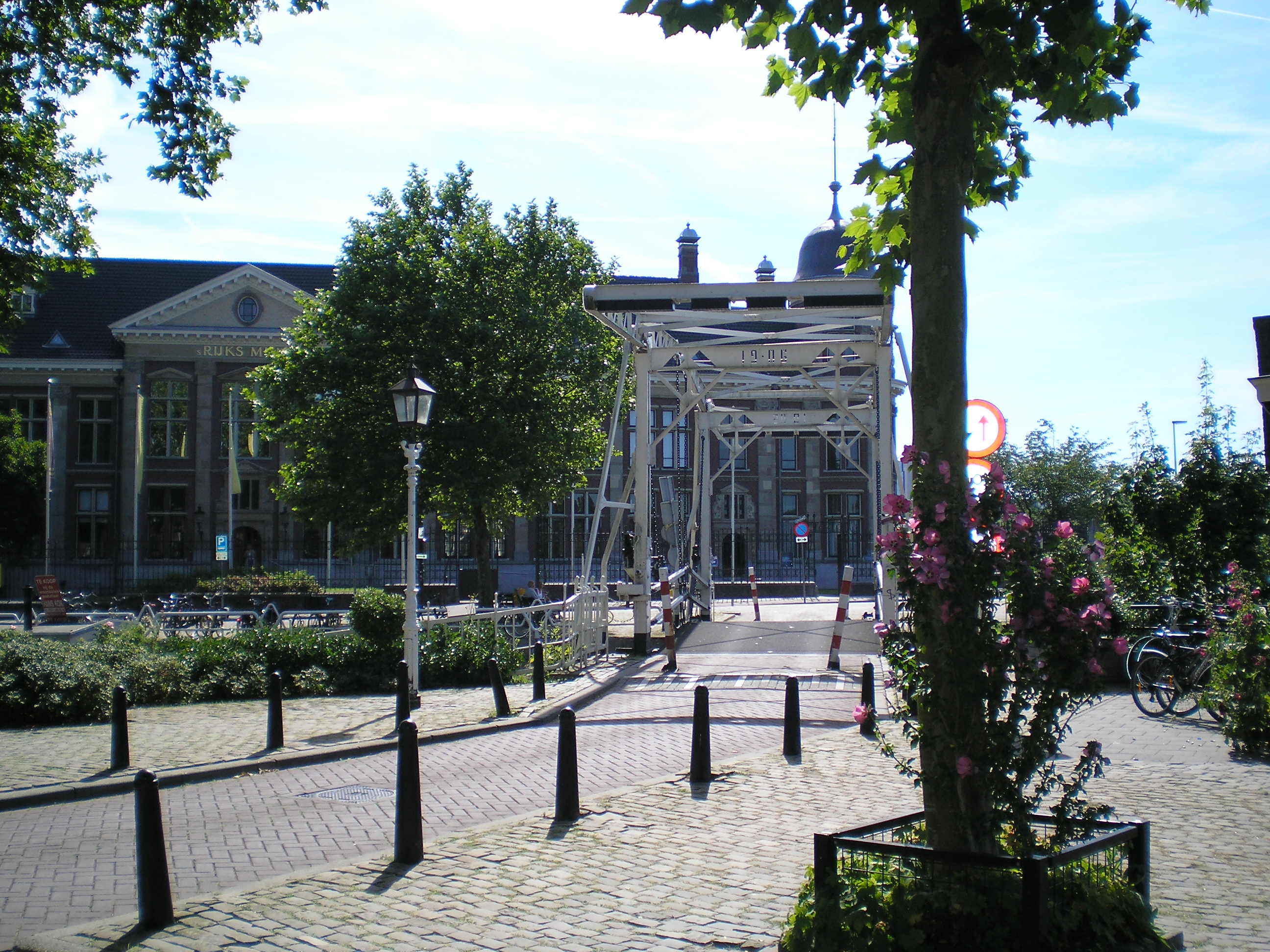
De Abel Tasmanbrug van 1906 met op de achtergrond het gebouw van de Rijks Munt